# Mallotus macularis
Mallotus macularis är en törelväxtart som beskrevs av Airy Shaw. Mallotus macularis ingår i släktet Mallotus och familjen törelväxter. Inga underarter finns listade i Catalogue of Life.